# Michael Turzer
Michael Turzer (* 25. Juni 1949 in Stuttgart) ist ein deutscher Maler und Objektkünstler.

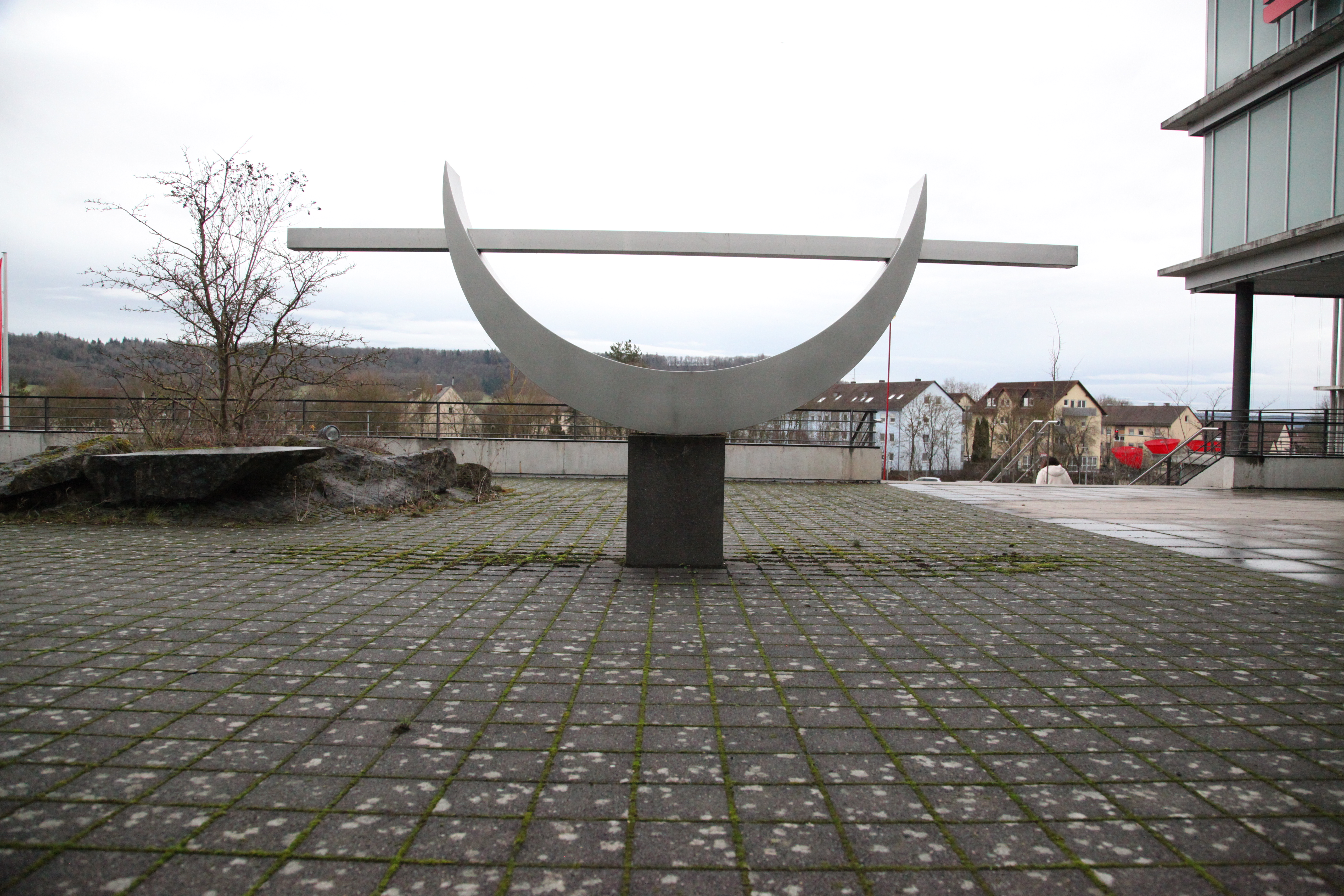
Balance und dual vor der Sparkasse Hessental

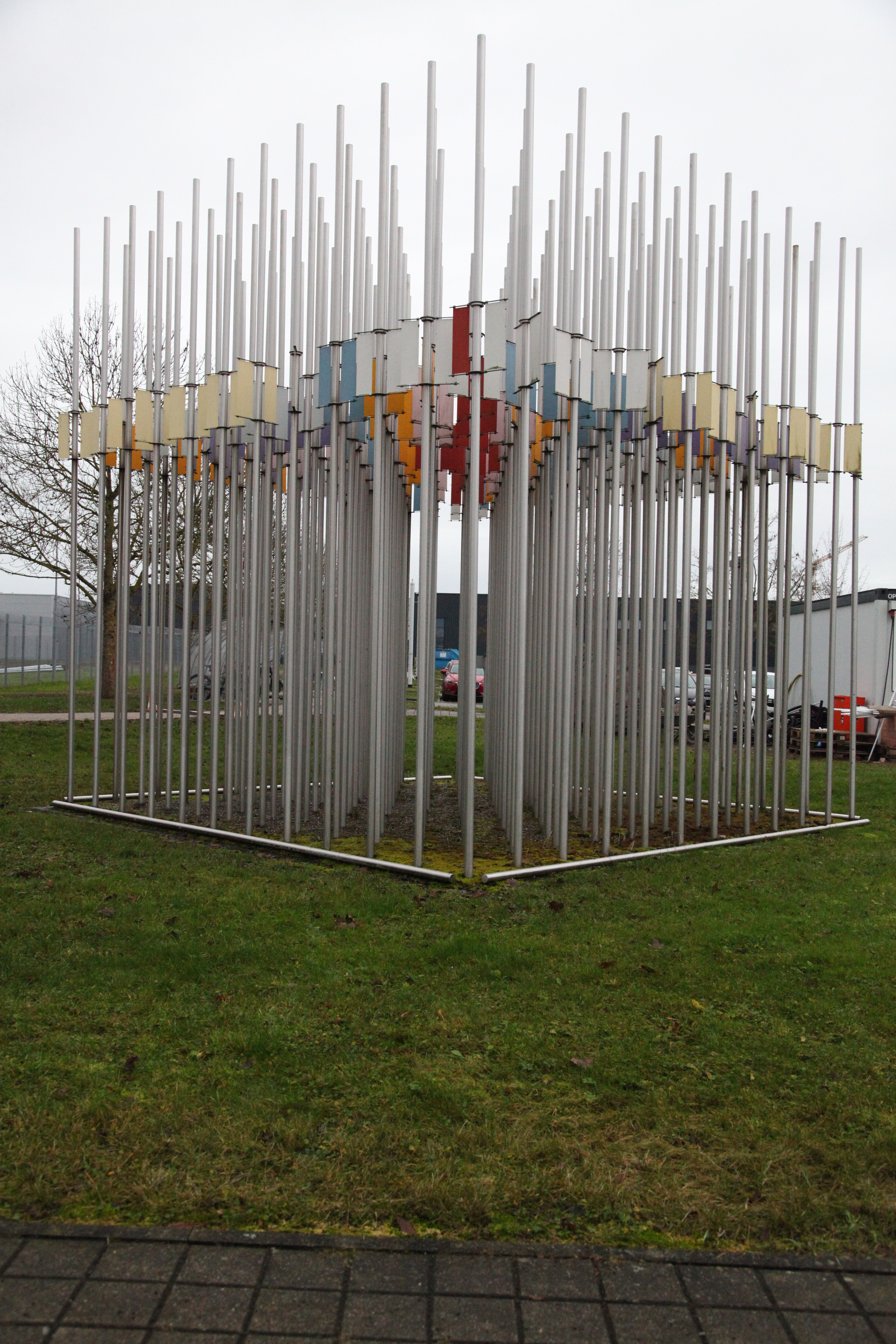
Farbraum 148 vor der Justizvollzugsanstalt Schwäbisch Hall

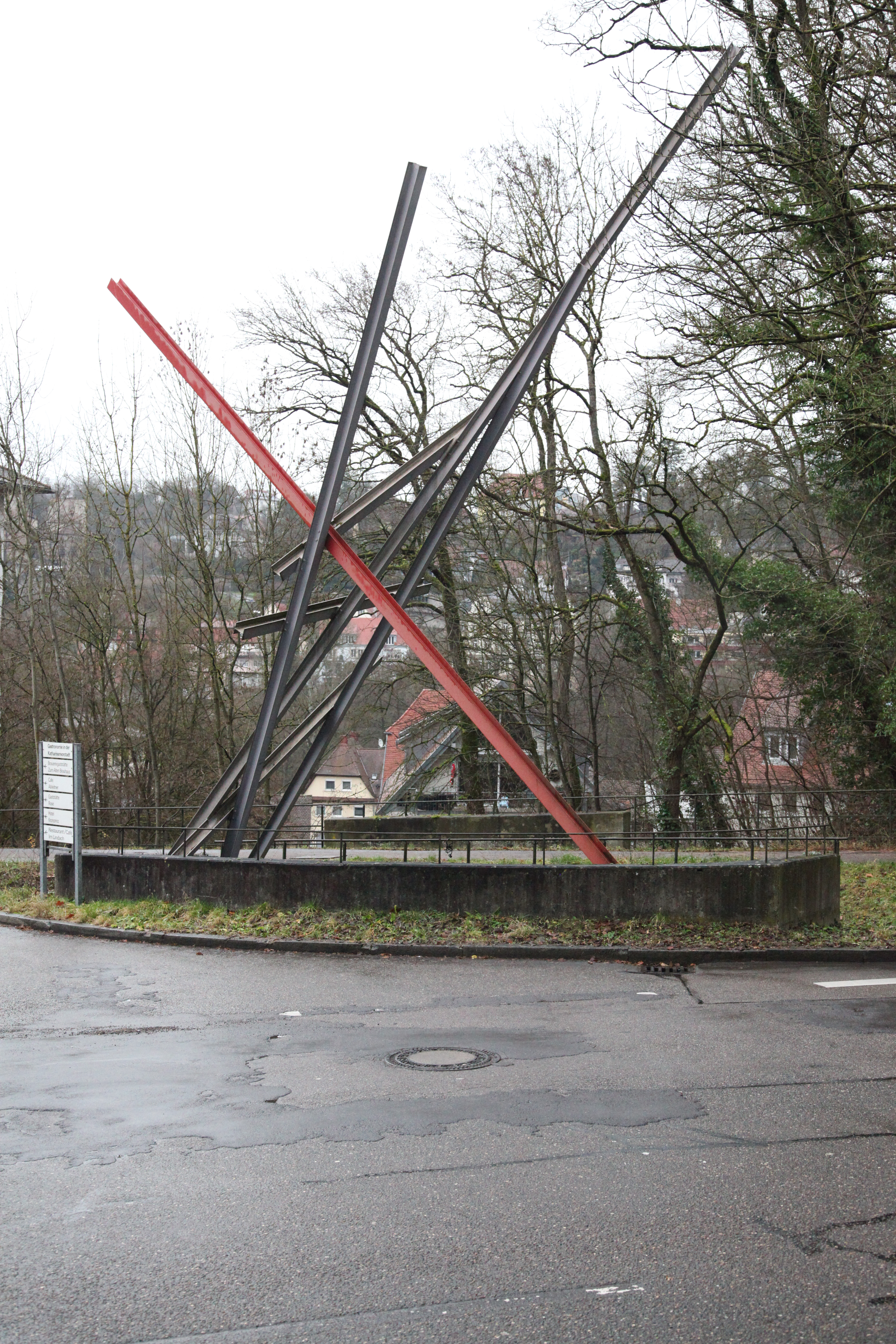
Gegenseitig haltend beim Finanzamt Schwäbisch Hall

## Leben
Michael Turzer ist Autodidakt. Zu Beginn von Michael Turzers künstlerischen Schaffens, Ende der 1960er Jahre, stand die bewusste Ablehnung des Akademismus. Das Abenteuer des Selbstfindens und Selbstseins findet Ausdruck in einer aus dem Wesen des Künstlers sich entwickelnder Kunst, fern jeglicher sogenannter Schulen. Dieser Ansatz bestimmt sein Werk bis heute.
Über Jahrzehnte hat er eine ganz eigene Formensprache entwickelt, die ihren Ausdruck findet in Grafiken, Gemälden, Kleinskulpturen aus Alabaster oder großformatigen Werken für den öffentlichen Raum. Der Schwerpunkt seiner Arbeiten liegt in Schwäbisch Hall, wo er seit 1986 sein Atelier hat. Dort findet sich eine Vielzahl seiner Skulpturen aus Stahl, Stein, aus Holz oder Bronze; Turzers Werke sind Mittler zwischen den Betrachtenden und den sie umgebenden Orten.
Michael Turzer lebt zurückgezogen in Gschwend, einem Dorf im Schwäbischen Wald. Dort ist er einer der Initiatoren des Gschwender Musikwinters, einer überregional bekannten
Veranstaltungsreihe für Jazz, Klassische Musik und Literatur. In der Werkstatt seines Landhauses röstet er auf einer historischen Röstmaschine Kaffee, dessen Pulver er für seine Kaffeebilder verwendet.

## Werke (Auswahl)
- Skulptur Hermesflügel, Schwäbisch Hall, Untere Herrngasse, 1987[4]
- Skulptur Gegenseitig-Haltend, Schwäbisch Hall, Bahnhofstraße, 1996[4]
- Skulptur Baumskulptur, Waiblingen, Erlensinsel 1998[7]
- Wandgemälde Hoffnung, Rosengarten, Rosengartenhalle, 2017[8]